# Mackenzie Little
Mackenzie Little (Rochester, 22 dicembre 1996) è una giavellottista australiana, medaglia di bronzo nel 2023 ai campionati mondiali di Budapest.

## Progressione

### Lancio del giavellotto
| Stagione | Misura  | Luogo      | Data       | Rank. Mond. |
| -------- | ------- | ---------- | ---------- | ----------- |
| 2023     | 65,70 m | Losanna    | 30-6-2023  |             |
| 2022     | 64,27 m | Birmingham | 7-8-2022   |             |
| 2021     | 62,37 m | Tokyo      | 3-8-2021   |             |
| 2020     | 61,42 m | Sydney     | 24-10-2020 |             |
| 2019     | 59,47 m | Palo Alto  | 6-4-2019   |             |
| 2018     | 60,36 m | Eugene     | 12-7-2018  |             |
| 2017     | 55,60 m | Palo Alto  | 31-3-2017  |             |
| 2016     | 55,88 m | Palo Alto  | 1-4-2016   |             |
| 2015     | 53,17 m | Brisbane   | 28-3-2015  |             |
| 2014     | 57,60 m | Melbourne  | 4-4-2014   |             |
| 2013     | 49,16 m | Sydney     | 17-11-2013 |             |
| 2012     | 50,81 m | Sydney     | 16-3-2012  |             |
| 2011     | 41,40 m | Sydney     | 11-3-2011  |             |

## Palmarès
| Anno | Manifestazione          | Sede       | Evento                 | Risultato | Prestazione | Note                          |
| ---- | ----------------------- | ---------- | ---------------------- | --------- | ----------- | ----------------------------- |
| 2013 | Mondiali U18            | Donec'k    | Lancio del giavellotto | Oro       | 61,47 m     |                               |
| 2017 | Universiadi             | Taipei     | Lancio del giavellotto | 16ª (q)   | 52,09 m     |                               |
| 2019 | Campionati oceaniani    | Townsville | Lancio del giavellotto | Argento   | 57,74 m     |                               |
| 2019 | Universiadi             | Napoli     | Lancio del giavellotto | 8ª        | 55,37 m     | [ 1 ]                         |
| 2021 | Giochi olimpici         | Tokyo      | Lancio del giavellotto | 8ª        | 59,96 m     | [ 2 ]                         |
| 2022 | Campionati oceaniani    | Mackay     | Lancio del giavellotto | Oro       | 63,18 m     | Miglior prestazione personale |
| 2022 | Mondiali                | Eugene     | Lancio del giavellotto | 5ª        | 63,22 m     | Miglior prestazione personale |
| 2022 | Giochi del Commonwealth | Birmingham | Lancio del giavellotto | Argento   | 64,27 m     | Miglior prestazione personale |
| 2023 | Mondiali                | Budapest   | Lancio del giavellotto | Bronzo    | 63,38 m     |                               |
| 2024 | Campionati oceaniani    | Suva       | Lancio del giavellotto | Oro       | 61,09 m     |                               |
| 2024 | Giochi olimpici         | Parigi     | Lancio del giavellotto | 12ª       | 60,32 m     |                               |

## Campionati nazionali
- 2 volte campionessa nazionale australiana del lancio del giavellotto (2022, 2023)

2014
- Bronzo ai campionati australiani (Melbourne), lancio del giavellotto - 54,61 m

2015
- Bronzo ai campionati australiani (Brisbane), lancio del giavellotto - 53,17 m

2021
- Bronzo ai campionati australiani (Sydney), lancio del giavellotto - 60,90 m

2022
- Oro ai campionati australiani (Sydney), lancio del giavellotto - 62,09 m

2023
- Oro ai campionati australiani (Brisbane), lancio del giavellotto - 61,46 m

## Altre competizioni internazionali
2022
- 4ª al Meeting de Paris ( Parigi), lancio del giavellotto - 61,23 m
- Bronzo all'Herculis ( Monaco), lancio del giavellotto - 61,74 m

2023
- 7ª al Meeting de Paris ( Parigi), lancio del giavellotto - 58,54 m
- Oro all'Athletissima ( Losanna), lancio del giavellotto - 65,70 m
- Argento al Kamila Skolimowska Memorial ( Chorzów), lancio del giavellotto - 64,50 m
- Bronzo al Prefontaine Classic ( Eugene), lancio del giavellotto - 61,24 m

2024
- Argento allo Shanghai Diamond League ( Shanghai), lancio del giavellotto - 62,12 m
- Argento all'Herculis ( Monaco), lancio del giavellotto - 64,74 m
- Oro al London Athletics Meet 2024 ( Londra), lancio del giavellotto - 66,27 m